# Porte Serpenoise
Pour les articles homonymes, voir Serpenoise.
La porte Serpenoise est une porte de ville située à l’angle de l’avenue Robert Schuman et de la rue du Général Gaston-Dupuis dans le quartier de Metz-Centre. Elle reste le témoin symbolique associé à plusieurs événements historiques de la ville de Metz, dont elle a marqué la limite sud du IIIe siècle lors de la construction du rempart romain, jusqu’au début du XXe siècle au moment de la destruction de l’enceinte.

## Contexte historique
La cité messine s’approprie au XIIIe siècle les droits d’une « ville libre » du Saint-Empire romain germanique. La bourgeoisie s’enrichissant, elle fait de Metz une république oligarchique puissante. Face aux convoitises de ses puissants voisins, la ville de Metz relève ses remparts et rehausse ses tours. La première porte Serpenoise est bâtie au XIIIe siècle en même temps que les remparts de la ville, sur la voie romaine provenant de Scarpone, ville en amont de Metz sur la Moselle. La Via Scarponensis donna par contraction le nom Serpenoise ou parfois même Champenoise. La porte du XIIIe siècle n’était pas particulièrement importante. Elle comportait une voûte oblique traversant les remparts. On lui ajoute en 1466 un élément cylindrique relié à la porte par un pont fortifié qui enjambait le canal des remparts, comblés pour réaliser l’avenue Foch actuelle. Très endommagée pendant le siège de 1552, la porte Serpenoise médiévale fut démolie en 1561 pour laisser place aux fortifications de la citadelle.

## Construction et aménagements
La porte Serpenoise actuelle est reconstruite en 1852, non loin de l’emplacement où s’élevait jadis la porte de Scarponne. C’est un tunnel coudé d’une trentaine de mètres traversant le talus du rempart sud. La porte sert de liaison avec l’ancienne gare. À l’extérieur, un pont enjambe le fossé des fortifications. En 1892, la porte est élargie et l’on jette à bas sa partie extérieure — la double entrée qui précède la porte —, gênante pour la circulation.
En 1902-1903, lors du démantèlement des remparts, la partie intérieure est aussi détruite. La porte Serpenoise est remaniée et prend sa forme actuelle d’Arc de triomphe. On ne conserve en effet qu’un tronçon de la porte et l’on y ajoute quatre tourelles et un escalier. Elle devient ainsi un monument autonome, agrémentant la promenade du nouveau boulevard arboré. La porte Serpenoise est appelée Prinz Friedrich Karl Tor pendant l’Annexion allemande.

## Description architecturale

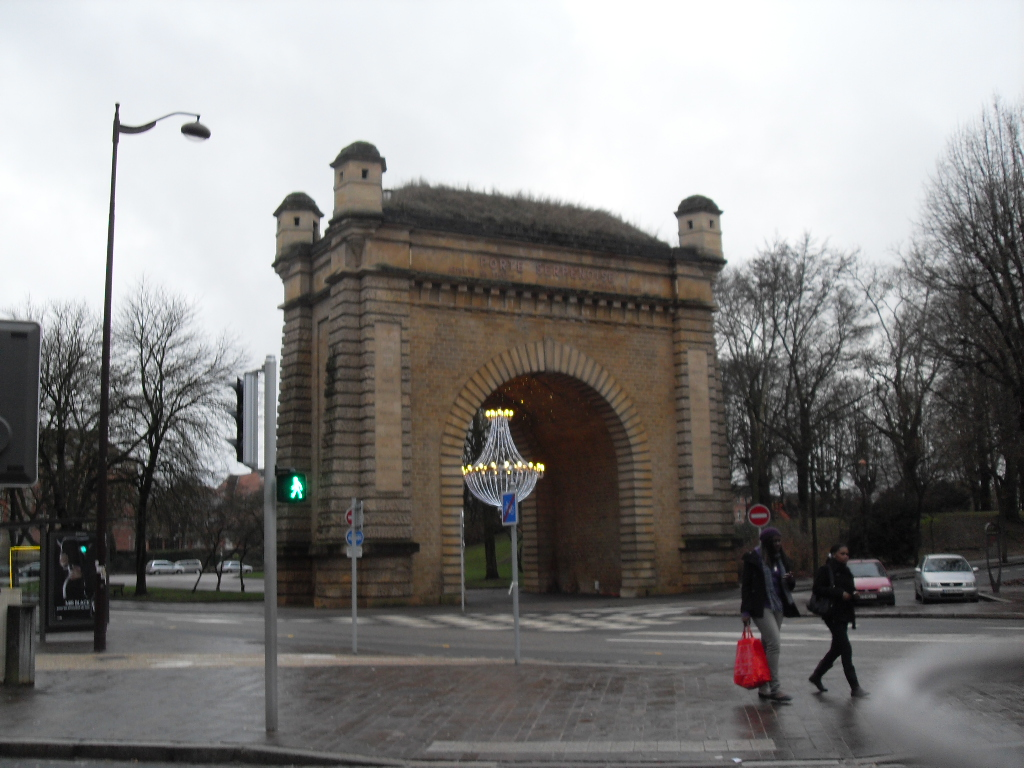
Porte Serpenoise en hiver.

Les deux façades sont démontées et réunies pour devenir un Arc de triomphe couronné d'échauguettes, coiffée d’un talus herbeux, évoquant un bastion. Certains éléments proviennent du rempart Saint-Thiébault.
De part et d’autre du porche, sur les deux piliers, les dates de construction et de plusieurs événements de l’histoire de la cité sont rappelés aux passants :
- le 9 avril 1473, la ville est sauvée de l’invasion des soldats du duc de Lorraine déguisés en marchands, par le boulanger Harelle qui les aperçoit franchissant la porte alors qu’il travaille la nuit à proximité, et fait sonner la cloche La Mutte ;
- en novembre 1552, les soldats du duc de Guise défendent la ville héroïquement face à Charles Quint qui l’assiège et ne parvient pas à s’emparer de cette porte ;
- le 31 octobre 1870, les troupes prussiennes y entrent après la défaite de Napoléon III à Sedan ;
- le 19 novembre 1918, les troupes alliées font leur entrée par la porte Serpenoise pour la libération de Metz.